# RAB7B
RAB7B‏ (RAB7B, member RAS oncogene family) هوَ بروتين يُشَفر بواسطة جين RAB7B في الإنسان.